# 角宿增七
室女座86，又名BD-11 3591，HD 119853、SAO 158152、HR 5173，是室女座的一颗恒星，视星等为5.51，位于銀經323.16，銀緯48.29，其B1900.0坐标为赤經13h 40m 36.5s，赤緯-11° 48.29′ 32″。